# تپه خوارس
تپه خوارس مربوط به اواسط دوران دوران‌های تاریخی پس از اسلام است و در شهرستان مریوان، بخش مرکزی، دهستان کوماسی، روستای هلیزآباد واقع شده و این اثر در تاریخ ۷ اسفند ۱۳۸۶ با شمارهٔ ثبت ۲۱۵۰۶ به‌عنوان یکی از آثار ملی ایران به ثبت رسیده است.